# Heinz-Dieter Nieschke
Heinz-Dieter Nieschke (* 14. Mai 1942 in Lübben) ist ein deutscher Verbandsfunktionär und Politiker (CDU, bis 1990 DBD). Er war von 1990 bis 2004 Mitglied des Landtags von Brandenburg und von 1991 bis 2003 Präsident des Landesbauernverbands Brandenburg.

## Leben und Beruf
Nieschke machte das Abitur und absolvierte eine Ausbildung zum Landwirt. Von 1961 bis 1966 studierte er  an der Humboldt-Universität zu Berlin Landwirtschaft. Ab 1966 war er in leitender Funktion in einer LPG tätig, von 1975 bis 1990 war er Vorsitzender der Landwirtschaftlichen Produktionsgenossenschaft (LPG) Radensdorf. Nach der Wende in der DDR wurde er Aufsichtsratsvorsitzender der Agrargenossenschaft Radensdorf.
Am 22. Februar 1991 wurde Nieschke erster Präsident des aus dem Zusammenschluss des Bauernverbands Brandenburg und des Genossenschaftsverbands der LPG entstandenen Landesbauernverbands Brandenburg, als solcher war er auch Mitglied des Präsidiums des Deutschen Bauernverbands. Nach seiner Ablösung durch Nachfolger Udo Folgart im Jahr 2003 wurde Nieschke vom Deutschen Bauernverband mit der Andreas-Hermes-Medaille geehrt.
Er ist verheiratet und hat ein Kind.

## Politische Tätigkeit
Nieschke trat 1965 der DDR-Blockpartei DBD bei. Er war Lübbener Kreisvorsitzender der DBD und saß für seine Partei im Bezirkstag.
Bei der Landtagswahl in Brandenburg 1990 konnte Nieschke als Direktkandidat den Wahlkreis 42 (Lübben-Luckau) nicht für sich entscheiden, wurde aber über die Reserveliste der CDU in den brandenburgischen Landtag gewählt. Bei den Wahlen 1994 und 1999 unterlag er als Direktkandidat im Wahlkreis 29 (Dahme-Spreewald II) zweimal gegen Edwin Zimmermann von der SPD, zog aber beide Male über die Landesliste der CDU in den Potsdamer Landtag ein. 2004 trat er aus Altersgründen nicht wieder zur Wahl an. Er war Abgeordneter vom 26. Oktober 1990 bis zum 13. Oktober 2004. Im Landtag war er von 1990 bis 1999 Mitglied des Ausschusses für Ernährung, Landwirtschaft und Forsten und von 1999 bis 2004 Mitglied des Ausschusses für Landwirtschaft, Umweltschutz und Raumordnung.
Nieschke war zeitweise Mitglied des Beirates der Landeszentralbank Berlin-Brandenburg.